# Mare de Déu de la Serra (Montblanc)
La Mare de Déu de la Serra és un santuari i antic convent de germanes clarisses al municipi de Montblanc (la Conca de Barberà). Al segle xv, fou el segon santuari amb més peregrins de Catalunya, després del de Montserrat. El convent de clarisses era el sisè més antic de Catalunya. S'hi venera la Mare de Déu de la Serra. És un edifici protegit com a bé cultural d'interès local.
El santuari és al capdamunt del turó de la Serra. L'edifici i el convent de germanes clarisses daten del segle xiii, però han patit nombroses destrosses, saquejos, rehabilitacions i construccions afegides. Les últimes quatre monges van marxar el novembre de 2008 cap a un convent de clarisses de Reus. El temple que hom pot apreciar actualment és d'estil gòtic, molt senzill, amb capelles laterals com les de Santa Llúcia o de Santa Clara, per exemple. També hi ha la capella de Sant Sepulcre, amb la imatge de Jesucrist mort, que és la que es treu en processó pels carrers de Montblanc el Divendres Sant al vespre. Hi ha diversos sepulcres d'abadesses del convent i de famílies nobles de la vila.

## Arquitectura

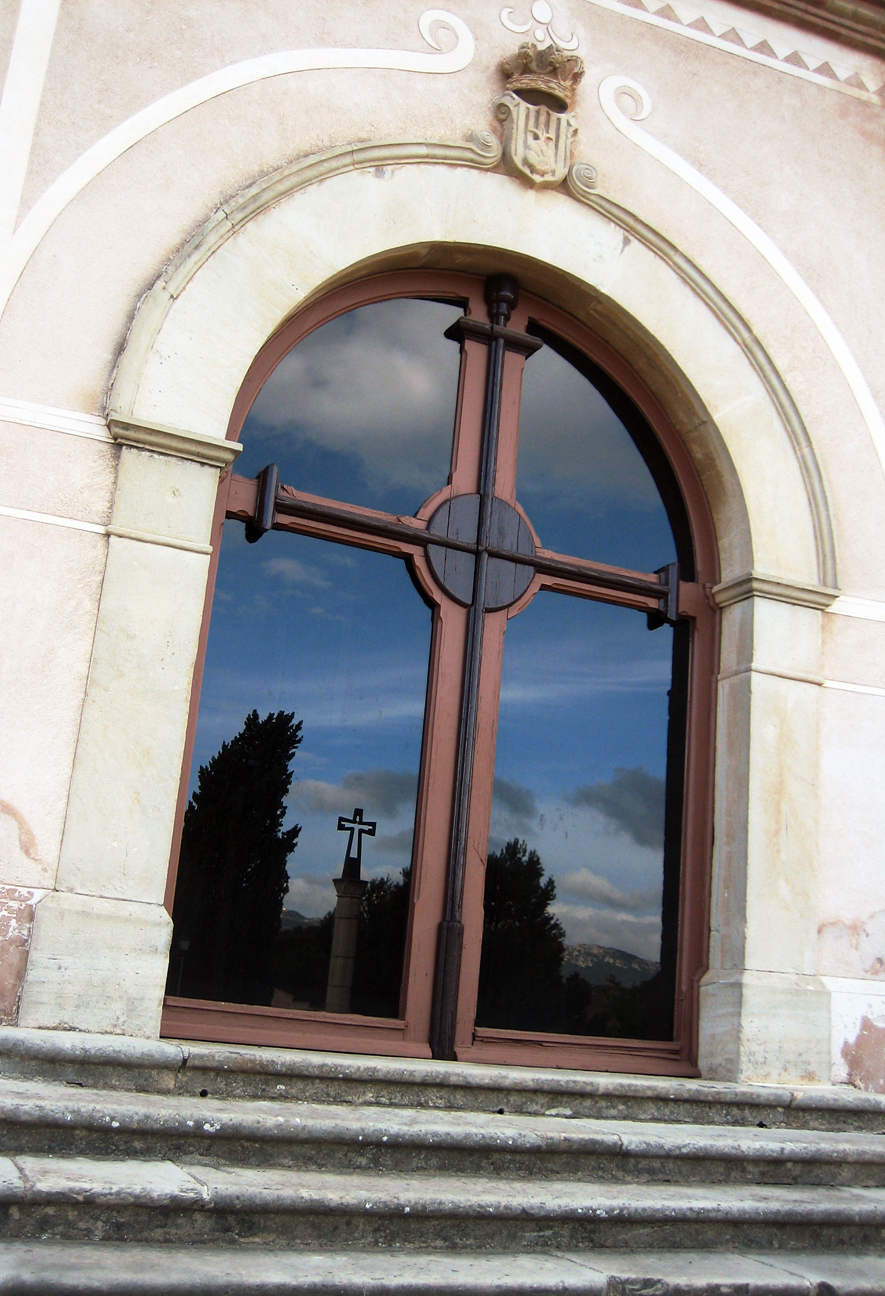
Entrada al santuari

L'estructura de l'església ha estat molt alterada, amb nombroses destruccions i posteriors restauracions. L'interior manté un estat de conservació bo, i la seva façana fou restaurada.
La pica baptismal està composta per una columna de granet de factura molt senzilla i sense decoració i un contenidor de pedra amb incisions longitudinals de forma el·líptica i mida desigual. La seva forma correspon a la de les piques de tradició romànica.
Hi ha quatre osseres destacades. L'ossera 1 és feta de pedra tallada encaixada, en un rectangle de nova construcció, en el mur del presbiteri al costat de l'Evangeli. Tant a la tapa, inclinada, com a la part frontal del vas, hi ha tres escuts encerclats per una fina línia cisellada. Al camper mostren tres motius circulars i dues franges horitzontals. L'ossera 2 està situada al mur de l'epístola. La caixa se sustenta sobre dues mènsules de perfil dentat. El vas té dos escuts que mostren tres cercles sobre camper llis. La coberta, inclinada, mostra un llibre obert. L'ossera 3 està situada també al mur de l'epístola. El conjunt està encastat i sobre ell es disposa un arc apuntat trilobulat. La cara del sarcòfag mostra la imatge d'una monja entre dos escuts iguals aquests es repeteixen a la tapa i presenten cinc cercles sobre un camper llis. El fons de la part frontal està pintat d'un color ocre fosc. Aquest mateix color decora els cercles dels escuts de la tapa. L'Ossera d'una abadessa és d'una gran meticulositat, la figura de la finada sosté un llibre amb la mà esguerra. Està flanquejada per dos escuts alats. Corona l'ossari un arcosoli flamíger d'arc decorat amb crochet i flanquejat per esvelts escuts alats de la família Alenyà. La lauda no té cap inscripció però l'abadessa està documentada l'any 1396.
La Llosa sepulcral és un enterrament que es compon d'una urna-ossera encastada en el mur i coberta amb una llosa inclinada. Sobre l'urna s'obre un arc de mig punt adovellat amb la dovella inferior dreta més gran que la seva bessona. Sobre aquesta dovella s'aprecien les restes d'un escut avui irrecognoscible. El frontal de l'urna presenta la imatge d'una abadessa amb el bàcul pastoral i a l'altre costat les restes d'una altra imatge totalment escapçada. En el centre, dos escuts amb els motius del camper totalment erosionats.
Conserva la Creu Verda de la Serra, de pedra policromada. És una creu romànica del segle xii. Al seu interior també es pot veure la Mare de Déu de la Serra, gòtica. És una creu de terme del segle xii, molt venerada. És romànica, de jaspi verd, amb una petita imatge de la Verge Maria (35 cm) encastada a la part central. Té 118 cm i la part superior de fusta és més recent, ja que fou mutilada al segle xix. Al seu costat hi ha una capella, nexe entre l'església i el convent de germanes clarisses, zeladores de la imatge de la Mare de Déu.
La imatge de la Mare de Déu de la Serra es troba en un cambril darrere l'altar major. S'hi accedeix per unes escales construïdes als laterals del santuari. La imatge és una talla gòtica d'alabastre policromada del segle xiii, probablement d'origen italià. Mostra la Mare de Déu a mida real (175 cm i 371 kg). Fou coronada canònicament el 1906 i d'aleshores ençà cada 25 anys se celebra una festa de commemoració extraordinària. Està custodiada per 4 imatges de dones bíbliques: Raquel, Esther, Rebeca i Judit.
La paret de darrere l'altar major està pintada al segle xx, ja que a la Guerra Civil va quedar totalment malmesa. S'hi pot observar diverses imatges de la vida de Maria; la Presentació de Jesús al Temple, l'Anunciació, la visita a Elisabet i el naixement de Jesús. A la part baixa hi han representades les muralles de Montblanc i diversos devots de la Verge.
El 2006 es va presentar la Imatge Petita de la Verge. Anteriorment n'hi havia una d'alabastre del segle xvii de mig metre, però que es va perdre durant la Guerra Civil.
A l'exterior del Santuari hi ha una plaça amb bancs i una font. A un cantó de la plaça queda el Santuari i a l'altre hi ha el Carrer Pujada de la Serra que baixa cap al Portalet de la Serra i entra a la vila a tocar de l'antic hospital de Sant Marçal. També s'accedeix a la plaça de la Serra pel Passeig Conangla i Fontanilles, que arriba fins al Foradot.

## Història

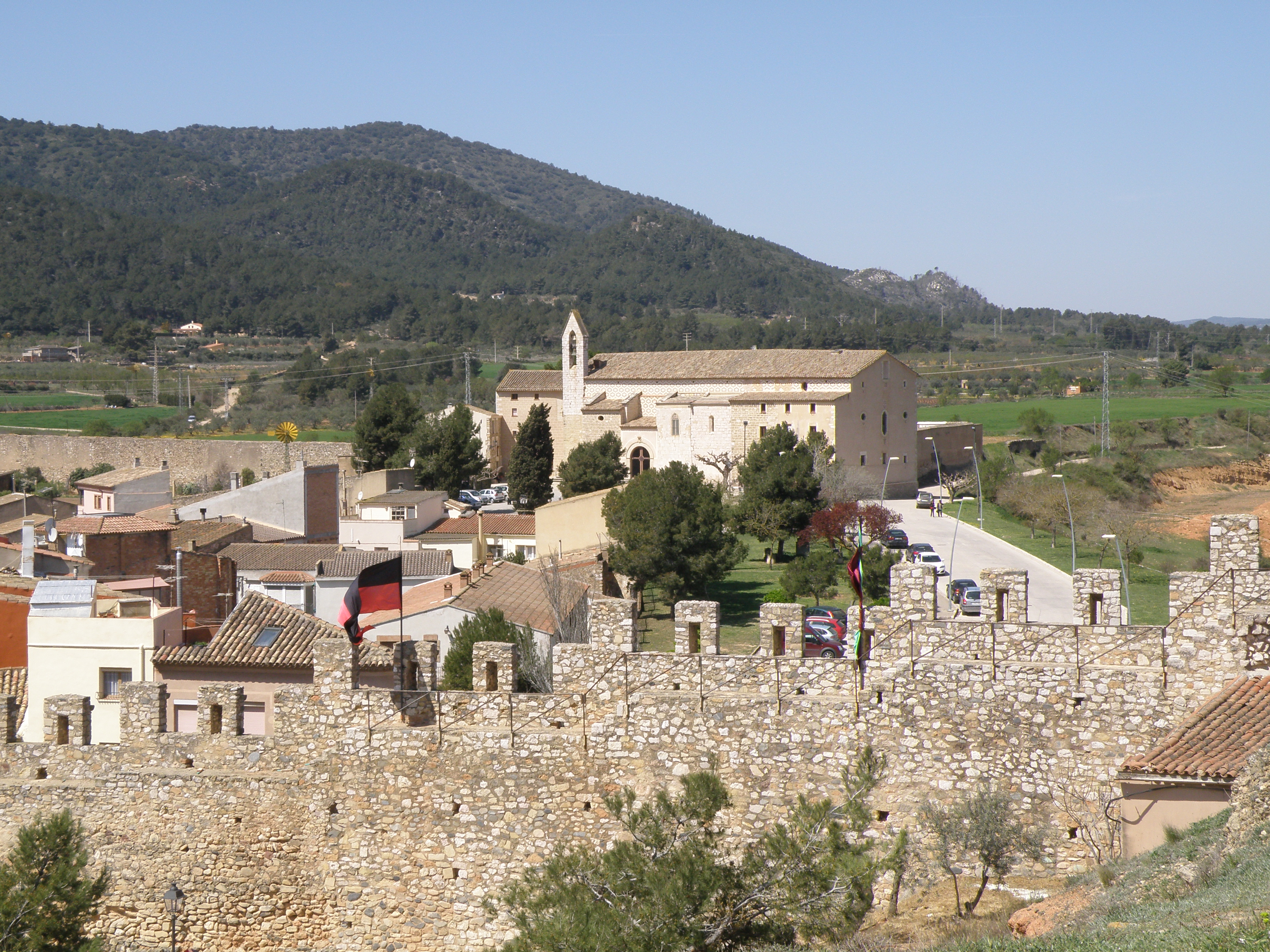
Vista des del Pla del Castell

### Fundació
El seu santuari és esmentat en el 1295 i, segons la tradició, fou fundat per la princesa grega Irene Lascarina. Al llarg de la història el convent va obtenir gran renom, essent protegit per diversos reis i papes. Les diferents modificacions que ha sofert l'església han variat la situació de l'ossari en el mur.
El 20 de gener de 1296 es va signar, per part de la princesa grega Eudòxia Lascarina i de diversos nobles de Montblanc, el document fundacional del Santuari de La Serra. Deia, en llatí, per part dels nobles:
| « | Prometent, amb ferm i solemne conveni que de cap manera ni nosaltres ni la dita universitat no actuarem en contra de l'esmentada donació i concessió vitalícia. | » |

El lloc escollit no era casualitat; diu la llegenda que la imatge de la Verge es va aturar allí, però se sap que al capdamunt del turó hi havia una Creu Verda de terme (avui dins el santuari) que deien que assenyalava el lloc on havien estat martiritzats pels sarraïns cinc noiets cristians.
La infanta Làscara es comprometia a bastir una església i un convent de Sors menors de Santa Clara. La monja clarissa va demanar al comte-rei Jaume el Just el 1311 les pedres de la recent enderrocada sinagoga del Call jueu de Montblanc per a les obres de construcció de la primitiva església de la Serra.

### Devoció
L'església es va consagrar el 1365 i el santuari aviat va agafar anomenada per tota Catalunya fins a arribar a ser el segon més visitat (darrere de Montserrat) durant l'època medieval. Diversos papes de Roma van concedir indulgències als peregrins que visitessin la Serra i diferents monarques catalans van concedir-li règims fiscals i jurídics afavoridors.
Al llarg dels segles va augmentar la devoció per la Verge; es va declarar patrona de Montblanc i de tota la Conca de Barberà, es va treure nombroses vegades en processó (la imatge petita) pels carrers de Montblanc en súplica de pluges o en anys d'epidèmies.
Durant la Guerra del Francès va servir de caserna a tropes franceses, que van evitar malmetre l'església, fent marxar a les monges i quedant-se al convent. La imatge de la Verge es va traslladar gairebé d'amagat a l'església de Santa Maria. El 1811 les van foragitar els sometents catalans però el conjunt va quedar molt malmès.
Poc després de la guerra, el rector Maties Jové va guanyar 5.000 duros a la rifa de Madrid i es va poder reconstruir el Santuari. L'any 1816, enmig d'unes grans festes, la imatge fou retornada al Santuari.
Durant la revolta anticlerical del 1835, es va llençar la imatge del segle xiii des de dalt del seu cambril, resultant molt danyada. Anys més tard s'acabaria restaurant, tot i que encara avui es poden apreciar alguns danys al mantell de la Verge i en un braç del nen Jesús.

### Coronació canònica
L'any 1906 es va coronar canònicament la Mare de Déu. Només cinc imatges havien estat coronades a tot Espanya abans; Montserrat (1881), la Mercè de Barcelona (1888), la Misericòrdia de Reus i la Verge de Reyes de Sevilla (1904) i la Verge del Pilar de Saragossa (1905). El Papa Pius X va signar l'acta d'aprovació, el 10 de setembre de 1905. Un any després, el 9 de setembre de 1906, l'Arquebisbe de Tarragona, el Dr. Tomàs Costa, presidia l'ofici solemne de la coronació a l'església de Santa Maria plena de gom a gom.

### Festes commemoratives
L'any 1916 es van fer unes primeres festes per celebrar la primera dècada amb la Mare de Déu de la Serra coronada canònicament. Però els montblanquins tampoc es van oblidar del centenari de l'inici de la restauració del convent i el retorn de les monges clarises i de la Mare de Déu de la Serra. La següent celebració en aquest motiu va ser el 2016.
El 1926 es van fer unes festes de commemoració de la coronació. Van ser unes festes bàsicament religioses.
El 1930 es va fer un referèndum local per canviar la Festa Major de Montblanc cap al dia 8 de setembre, Diada de la Mare de Déu de la Serra. Així, l'any següent, quan es complien 25 anys de la coronació es van fer unes festes molt especials, ja que quedaven unides la Verge de la Serra i Montblanc a través de la Festa Major.
Des de llavors se celebren grans festes cada 25 anys. La imatge gran de la Mare de Déu es treu en processó fins a l'església de Santa Maria, on hi passa la nit. Els carrers de la vila s'engalanen i es fan multitud d'actes de tots els tipus durant una setmana.
L'any 1936, milicians republicans es van apropiar de tots els objectes valuosos del Santuari i van destruir tot el mobiliari, totes les imatges de sants i la imatge petita de la Mare de Déu, però, curiosament, la imatge gran va ser salvada de la destrucció religiosa pel mateix Comitè Antifeixista. Aleshores el cap de la Brigada Municipal, Anton Fotent, va embolicar-la amb papers de diari i trossos de xapa creuada amb cordills, després va escampar una gruixuda capa de guix pastat, de manera que la figura de la imatge quedés dissimulada, i, finalment, la va emparedar. El gener del 1939, la van tornar a treure pels carrers de Montblanc per a celebrar la fi de la guerra. De moment, no es farà cap celebració per commemorar-ho.
El 1956 es van celebrar les festes de Cinquantenari de la Coronació Canònica. Van ser unes festes molt boniques però influenciades pel règim franquista. Es recorda la imatge de la Verge escortada per militars, que li havien concedit el grau de Capitana General.
El 1981 es van celebrar les festes més lluïdes (75è Aniversari de la Coronació). La dictadura havia estat vençuda definitivament (23-F) i l'ambient va ser molt especial.
El 1996 es va tornar a treure la imatge, però aquest cop per commemorar el 7è Centenari de l'arribada de la Mare de Déu a Montblanc i la fundació del convent de monges clarisses. De moment no es farà cap celebració per commemorar-ho
El 2006 es va celebrar el Centenari de la Coronació Canònica amb grans festes i amb la concessió de jubileu als peregrins de La Serra, atorgat pel Papa Joan Pau II. Les següents festes per commemorar la Coronació Canònica, tocarien 25 anys després, el 2031, però no podrem confirmar-ho fins al setembre del 2030 on es proclamaran les Festes en cas que se celebrin.
El 16 de novembre de 2008, la vila ducal de Montblanc s'acomiadava de les últimes quatre germanes clarisses de clausura que quedaven al Santuari. En un acte molt emotiu, presidit per l'Arquebisbe de Tarragona, el poble i el seguici popular de Montblanc van veure com s'acabaven 712 anys de presència de les germanes zeladores de la imatge de la Mare de Déu. Poc després de la marxa de les últimes clarisses, el grup catòlic Seminari del Poble de Déu es feia càrrec del Santuari.
El 26 de juny de 2015, l'Ajuntament de Montblanc organitzà unes festes extraordinàries, juntament amb el plebà de la vila, per poder celebrar el 2016 el bicentenari de l'inici de la restauració del convent, retorn de la imatge de la Mare de Déu de la Serra i les monges clarisses. També fou llavors que s'adonaren que ja seria la tercera dècada que se celebraven i van decidir de celebrar les festes decennalment a partir de l'any següent. Així doncs des del 2016 se celebrarà cada 10 anys, tal com ho han fet durant aquest últims 20 anys, 1996, 2006, i 2016.
Actes essencials de les darreres festes "FESTES DE LA SERRA 2016": L'11 d'agost, durant la celebració de Santa Clara, missa en homenatge al bicentenari del retorn de les monges clarisses i de la imatge de la Mare de Déu de la Serra, també de l'inici de la restauració del convent després d'haver sigut destruït després de la Guerra del Francès, abans de la missa es va fer una petita processó amb els barris,la Parròquia de Montblanc i el consistori de la vila. El dia 7 de setembre, missa de vigília i salve solemne. Tampoc hi faltarà, el matí, el retoc de campanes, la tronada d'inici de Festa Major i el pregó popular. El dia 8 de Setembre, Te Deum, ofici solemne a la Mare de Déu de la Serra i tot seguit processó resseguint una petita part de la muralla de Montblanc, la plaça de Sant Francesc, i mig Carrer Major, tot seguit pujada a l'església de Santa Maria la Major passant per la Plaça Major. L'entrada a l'església serà un moment molt especial, ja que la última vegada que la Mare de Déu va entrar-hi va ser fa 10 anys, i també la mateixa imatge va estar a l'església de Santa Maria durant la guerra del francès, que és el que celebrem enguany. Durant la nit se celebrarà la Vetlla. El dia 9 de setembre ofici solemne a Sant Maties i processó de retorn, amb parades a les imatges dels diferents barris i pedanies de Montblanc, recorrerà el mateix que la processó de Divendres Sant, i acabarà al Santuari de la Mare de Déu de la Serra, amb el Castell de focs de la Festa major. Els dies abans es faran rosaris, eucaristies i pregàries, per no perdre el fil conductor de les festes que és un tema religiós.
| Any  | Causa de la celebració                                                                                                |
| ---- | --- |
| 1926 | 20è aniversari de la Coronació Canònica de la Mare de Déu de la Serra.                                                |
| 1930 | La primera Festa Major dintre de les dates de la coronació de la Mare de Déu de la Serra. (7, 8, 9 i 10 de Setembre). |
| 1931 | 25è aniversari de la Coronació Canònica de la Mare de Déu de la Serra.                                                |
| 1946 | 650è aniversari de l'arribada de la Mare de Déu de la Serra.                                                          |
| 1956 | Cinquantenari de la Coronació Canònica de la Mare de Déu de la Serra.                                                 |
| 1981 | 75è aniversari de la Coronació Canònica de la Mare de Déu de la Serra.                                                |
| 1996 | 7è Centenari de l'arribada de la Mare de Déu de la Serra.                                                             |
| 2006 | Festes del Centenari de la Coronació Canònica de la Mare de Déu de la Serra.                                          |
| 2016 | Bicentenari de la restauració del santuari.                                                                           |

## Abaciologi del Monestir
Les abadeses eren escollides per sufragi de totes les monges - entre 12 i 20, segons els temps - d'entre una terna proposada per l'Arquebisbe de Tarragona. Aleshores, es feia un homenatge davant un representant de l'arquebisbe y quedava nombrada durant tres anys. A mitats del segle XVII el càrrec va passar a anomenar-se Presidenta.
| Núm. | Nom                             | Periode   | Ressenya Biogràfica                                          |
| ---- | ------------------------------- | --------- | ------------------------------------------------------------ |
| 1    | Aldonça de Masdovelles          | 1296-?    | -                                                            |
|      | Raimunda de Masdovelles         | ?-1302    | Mor el 24 de juny de 1302, sent abadessa                     |
|      | Alamanda de Masdovelles         | ?-?       | Abadessa al 1305                                             |
|      | G. Bateta                       | ?-?       | Abadessa al 1319                                             |
|      | R. Ricarda                      | ?-?       | Abadessa al 1329                                             |
|      | Agnès                           | ?-?       | Abadessa al 1330                                             |
|      | Constança de Llobets            | 1349-1378 | L'any 1330 ja consta com a monja del santuari                |
|      | Blanca Nuch                     | 1382-1392 | -                                                            |
|      | Blanca Alenyà                   | 1396      | L'any 1357 ja consta com a monja del santuari                |
|      | Annés Moliner                   | 1397-1399 | -                                                            |
|      | Aldonça de Vilafranca           | -         | Abadessa al 1412                                             |
|      | Beatriu Eroles                  | -         | Abadessa al 1535                                             |
|      | Caterina Mascarella             | -         | Abadessa al 1578                                             |
|      | Esperança Daniel                | 1594-1599 | -                                                            |
|      | Caterina Segura                 | 1599-1605 | -                                                            |
|      | Elisabet Osorio                 | 1606-?    | -                                                            |
|      | Jerònima Palau                  | -         | Abadessa al 1615                                             |
|      | Francesca de Soldevila          | -         | -                                                            |
| R    | Jerònima Palau                  | 1626-1629 | -                                                            |
| R    | Francesca de Soldevila          | 1629-1631 | -                                                            |
|      | Lluïsa de Llordat i d'Alenyà    | 1632-1635 | -                                                            |
| R    | Jerònima Palau                  | 1636-1637 | -                                                            |
| R    | Lluïsa de Llordat i d'Alenyà    | -         | Abadessa al 1638 i 1639                                      |
|      | Teresa Arau                     | -         | Entrada al santuari l'any 1628 i fou Abadessa al 1651        |
| R    | Lluïsa de Llordat i d'Alenyà    | -         | Abadessa al 1652                                             |
|      | Victòria Estall                 | -         | Abadessa al 1665                                             |
|      | Maria Agnès Armant              | -         | Abadessa al 1666 i al 1670                                   |
|      | Clara Molner                    | -         | Abadessa al 1670                                             |
| R?   | Maria A. Armant                 | -         | Abadessa al 1678. Probablement és l'abadessa Armant anterior |
|      | Bonaventura Pujalt              | 1679-1683 | -                                                            |
|      | Jerònima Magrinyà               | 1685-1688 | -                                                            |
|      | Margarida Busquets              | 1689-1690 | -                                                            |
| R    | Jerònima Magrinyà               | -         | Abadessa al 1700                                             |
| R    | Margarida Busquets              | -         | Abadessa al 1702                                             |
|      | Cecília de Potau                | -         | Abadessa al 1706 i 1707                                      |
|      | Maria Elisabet Alba             | -         | Abadessa al 1710                                             |
|      | Gertrudis de Gible              | 1712-1713 | -                                                            |
| R    | Margarida Busquets              | 1715-1718 | -                                                            |
|      | Maria Alberta Folch i Giner     | 1719-1723 | El 1722 fou denunciada per una novícia                       |
| R    | Maria Alberta Folch i Giner     | 1725-1726 | -                                                            |
| R    | Maria Alberta Folch i Giner     | 1728-1730 | -                                                            |
| R    | Maria Alberta Folch i Giner     | 1737-1740 | -                                                            |
| R    | Maria Alberta Folch i Giner     | 1742-1744 | -                                                            |
|      | Maria Àngela molins             | 1748-1750 | -                                                            |
|      | Gertrudis de Recasens           | 1751-1753 | -                                                            |
|      | Maria Francesca Alba i Foraster | 1754-1756 | -                                                            |
|      | Maria Teresa Mestre             | 1757-1758 | -                                                            |
| R    | Maria Àngela Molins             | -         | Abadessa al 1760                                             |
|      | Felícia oller i Dalta           | -         | Abadessa al 1763, 1767 i 1773                                |
|      | Ignàsia Solsona                 | 1778-1779 | -                                                            |
|      | Maria Clara Josa                | 1781-1784 | -                                                            |
| R    | Maria Teresa Mestre             | -         | Abadessa al 1786                                             |
|      | Maria Cateria Vallosera         | 1789-1791 | -                                                            |
|      | Mònica Mestre                   | -         | Abadessa al 1792                                             |
| R    | Maria Clara Josa                | -         | Abadessa al 1795                                             |
|      | Maria Teresa Aixalà             | 1798-1813 | -                                                            |
|      | Josefa Maria de Castellví       | ?-1820    | -                                                            |
|      | Teresa Pons                     | 1827-1829 | -                                                            |
|      | Esperança Amorós                | 1830-1833 | -                                                            |
|      | Teresa Pous i Ríos              | 1833-1836 | -                                                            |
|      | Maria Paula Duch                | -         | Abadessa al 1846                                             |
|      | Marianna Pons                   | -         | Abadessa al 1847                                             |
|      | Maria Francesca Bergadà         | 1850-1853 | -                                                            |
|      | Maria Clara Trens               | 1853-?    | -                                                            |
| R    | Maria Paula Duch                | -         | Abadessa al 1858                                             |
| R    | Maria Francesca Bergadà         | -         | Abadessa al 1859                                             |
| R    | Maria Paula Duch                | 1863-1868 | -                                                            |
| R    | Marianna Pons                   | 1868-?    | -                                                            |
|      | Maria Rubió                     | -         | Abadessa al 1880                                             |
|      | Raimunda Batalla                | -         | Abadessa al 1888                                             |
|      | Josefa Maria Sabaté             | -         | Abadessa al 1897                                             |
|      | Teresa Vilalta                  | 1900-1903 | -                                                            |
|      | Dolors Barberà                  | 1903-1906 | -                                                            |
|      | Magdalena Mateu                 | 1906-1909 | -                                                            |
|      | Filomena Valls                  | 1909-1915 | Assassinada per anarquistes el 1936                          |
|      | Margarida Figuerola             | 1915-1921 | -                                                            |
|      | Sebastiana Grau Gili            | 1921-1939 |                                                              |
|      | Lluïsa Cabré Jané               | 1939-1942 | -                                                            |
|      | Presentació Sanahuja Gatell     | 1942-1948 | -                                                            |
| R    | Lluïsa Cabré Jané               | 1948-1951 | -                                                            |
| R    | Presentació Sanahuja Gatell     | 1951-1955 | -                                                            |
| R    | Lluïsa Cabré Jané               | 1955      | -                                                            |
|      | Gemma Bergadà Piñol             | 1955-1961 | -                                                            |
|      | Trinitat Oliveras Bes           | 1961-1964 | -                                                            |
|      | Purificació Piñol               | 1964-1973 | -                                                            |
|      | Concepció Llurba Borrull        | 1973-1981 | Mor el 14 de març de 2025 amb 93 anys                        |
|      | Maria Celina Roca Espasa        | 1982-1984 | -                                                            |
| R    | Concepció Llurba Borrull        | 1985-2008 | Mor el 14 de març de 2025 amb 93 anys                        |